# Gatchaman
Gatchaman (jap. ガッチャマン) ist ein Franchise aus Animeserien und -filmen um eine Gruppe von fünf Superhelden. Die erste Serie kam in Japan 1972 heraus. Die Science-Fiction-Serie gehört zu den ersten mit einer Gruppe von fünf Helden und war prägend für nachfolgende Produktionen.

## Inhalt
Die Welt der Zukunft wird durch eine außerirdische Organisation namens Galactor bedroht. Um die Menschheit zu retten, erschafft der Wissenschaftler Dr. Kouzaburou Nambu mit Jugendlichen das Team der Gatchaman, die mit Ninjakampfkunft und moderner Technik ausgestattet in Vogelkostümen gegen die Bedrohung kämpfen. Die immer neuen Maschinen, die von Galactor entsandt werden und die Erde terrorisieren, müssen von den Fünf besiegt werden. Ihr mutiger Anführer ist der Adler Ken Washio, dazu kommt der unberechenbare Condor Joe Asakura, der riesenhafte Ryu Nakanishi im Eulenkostüm, der kleine Jinpei die Schwalbe und das Mädchen und Männerschwarm Jun als Schwan.

## Produktion der ersten Serie
Als erster Anime entstand 1972 die Serie Kagaku Ninja-Tai Gatchaman nach einer Idee von Tatsuo Yoshida. Bei der Produktion von Tama Production und Tatsunoko Production führte Hisayuki Toriumi Regie. Das Charakterdesign entwarf Tatsuo Yoshida zusammen mit Yoshitaka Amano und die künstlerische Leitung lag bei Mitsuki Nakamura und Tsuneo Nonomiya. Das Mechadesign stammt von Kunio Okawara und Mitsuki Nakamura. Die Leitung der Animationsarbeit lag bei Sadao Miyamoto und als Produzent war Shū Yamada verantwortlich.
Gatchaman vorausgegangen waren mehrere Serien von Tatsunoko, die bessere Animationstechniken und Effekte austesteten. Tatsuo Yoshida als Chef des Studios wollte diese in der neuen Serie weiterentwickeln und zugleich die Beziehung zwischen Mensch und Wissenschaft erkunden. Da er in seiner früheren Karriere mit Ninjas als Thema Erfolg hatte, wurde dieses mit moderner Technik verwoben. Die Serie sollte traditionelles japanisches Design sowie das der 1960er und 1970er Jahre verbinden. Die Kostüme der Helden wiederum waren von amerikanischen Superhelden inspiriert. Die Geschichte sollte eine Botschaft davon vermitteln, dass achtsam mit moderner Technik und Wissenschaft umgegangen werden muss. Die Helden nutzen sie zum Guten, doch deren Gegenspieler versuchen diese Technik gegen die Menschheit einzusetzen.
Die Produktion war auch eine Reaktion auf die um 1970 erfolgreichen Realserien mit sich verwandelnden Heldengruppen und Monstern, wie Ultraman und Kamen Rider. Deren Konzept wurde von Yoshida aufgegriffen und damit erstmals in einem Anime umgesetzt.

## Veröffentlichungen und folgende Animes
Die 105 Folgen wurden vom 1. Oktober 1972 bis zum 29. September 1974 von Fuji TV ausgestrahlt. Die Folgen 22 und 37 wurden 1973 auch beim Filmfestival von Toho gezeigt. Zunächst waren nur etwa 50 Folgen und ein Jahr Laufzeit geplant, wegen des Erfolgs wurde die Serie aber um ein weiteres Jahr verlängert. Es folgten noch in den 1970er Jahren Ausstrahlungen im US-amerikanischen Fernsehen und Mexiko unter Titeln wie Battle of the Planets und Science Ninja Team Gatchaman, später auch in Kolumbien und ganz Lateinamerika sowie Spanien. Die US-Version, die nur 85 Folgen umfasste, wurde unter Leitung von Sandy Frank stark bearbeitet und dabei Namen und Teile der Geschichte verändert. Die Änderungen erfolgten auch in Anlehnung an den kurz zuvor erfolgreich gelaufenen Film Star Wars, der auch Anlass für den Lizenzkauf für Gatchaman war. Viele der im Original expliziten Gewaltszenen wurden herausgeschnitten sowie neue Szenen ergänzt. Diese enthalten zwei hinzugefügte Roboter, Szenen im Bereitschaftsraum und vom Flug durch den Weltraum, da in der veränderten Geschichte das Team nun durch das All reist. Die gesamten Bearbeitungen kosteten etwa 4,5 Millionen US-Dollar. Nachdem die Rechte von Sandy Frank ausgelaufen waren, produzierte Turner Broadcasting eine neue Fassung, die aus dem japanischen Original und dem neuen amerikanischen Material bestand. Wegen mangelnden Erfolgs wurde diese zunächst jedoch nur in Australien vollständig ausgestrahlt. Erst Wiederholungen in den 1990er Jahren waren auch in den USA vollständig.
1978 kam in Japan zunächst ein Zusammenschnitt mehrerer Folgen als Kinofilm heraus, ebenfalls eine Regiearbeit von Hisayuki Toriumi nach einem Drehbuch von Jinzo Toriumi. Der Film kam am 5. Juli 1978 in die japanischen Kinos und wurde auch in Taiwan gezeigt. Ab dem 1. Oktober 1978 folgte dann Kagaku Ninja-Tai Gatchaman II im japanischen Fernsehen bei Fuji TV. Nach 52 Folgen kam eine zweite Staffel unter dem Titel Kagaku Ninja-Tai Gatchaman F. Die Ausstrahlung war am 31. August 1980 mit insgesamt 100 Folgen abgeschlossen. Die Regie lag erneut bei Hisayuki Toriumi, der bei der ersten Staffel durch Hiroshi Sasagawa und bei der zweiten durch Seitarô Hara ergänzt wurde. Das Charakterdesign stammt von Akemi Takada und Yoshitaka Amano, für Mechadesign war Kunio Okawara verantwortlich. Die Produzenten waren Ippei Kuri und Tomoyuki Miyata. Der Anime wurde ins Englische übersetzt, dabei vom Lizenznehmer Saban Entertainment auf 65 Folgen zusammengeschnitten, mit geänderten Namen und Geschichte und als Eagle Riders veröffentlicht. Die 52 Folgen der ersten Staffel kamen auch auf Französische heraus.
Ab den 1990er Jahren folgten weitere Umsetzungen:
- 1994/1995 die Original Video Animation Gatchaman mit 3 Folgen zu je 45 Minuten. Die unter Regie von Hiroyuki Fukushima bei Artland und Artmic entstandene Produktion ist eine Neuverfilmung der ersten Serie. Sie wurde auch auf Englisch, Italienisch, Französisch und Tagalog veröffentlicht.
- 2000 kam die Kurzserie Gatchaman 2000 von vier einminütigen Folgen ins japanische Fernsehen, die für einen ISDN-Anbieter warb.
- 2006 wurde eine Verfilmung als Computeranimation angekündigt, zunächst für 2008.[6] Nach mehreren Verschiebungen wurde das Projekt 2011 offiziell eingestellt.[7]
- In der 2010 und 2011 bei Yomiuri TV gezeigten Serie Tachimals Theater hatten die Helden von Gatchaman mehrere Gastauftritte.
- Eine ebenfalls als Werbung für das Spiel Monster Hunter Tri produzierte Serie von 2 Minuten langen Folgen kam 2011 heraus. Unter dem Titel Ohayō Ninja-Tai Gatchaman wurden eher humoristische Geschichten mit den fünf Helden erzählt.
- 2013 startete eine neue Serie unter dem Titel Gatchaman Crowds. Die zunächst 12 Folgen mit je 25 Minuten Laufzeit wurden 2015 unter dem Titel Gatchaman Crowds insight mit weiteren 13 Folgen fortgesetzt. Die Produktion lag nun wieder bei Studio Tatsunoko Production, Regie führte Kenji Nakamura.

### Synchronisation
| Rolle                        | japanischer Sprecher (Seiyū) |
| ---------------------------- | ---------------------------- |
| Joe Asakura the Condor       | Isao Sasaki                  |
| Ken Washio the Eagle         | Katsuji Mori                 |
| Jun the Swan                 | Kazuko Sugiyama              |
| Ryu Nakanishi the Horned Owl | Shingo Kanemoto              |
| Jinpei the Swallow           | Yoku Shioya                  |

### Musik
Die Musik der ersten Serie wurde komponiert von Miki Kasamatsu und Bob Sakuma. Das Vorspannlieder sind Taosozu! Galactor (倒せ! ギャラクター) von Columbia Yurikago-kai und Gatchaman no Uta (ガッチャマンの歌) von Masato Shimon. die internationale Fassung hatte stattdessen das Lied Comando G von Parchis. Die Abspanne wurden unterlegt mit dem Liedern Gatchaman no Uta (ガッチャマンの歌) von Masato Shimon und Taosozu! Galactor (倒せ! ギャラクター) von Columbia Yurikago-kai. International wurde Les Archanges von Michel Barouille verwendet.
Die Musik der neuen Serie von 1978 stammt von Hiroshi Tsutsui. Vorspannlied der ersten Staffel ist Warera Gatchaman (われらガッチャマン) von Isao Sasaki und Columbia Yurikago-kai und der Abspann ist unterlegt mit Ashita Yumemite (明日夢みて) von Isao Sasaki and Mitsuko Horie. Der Vorspann der zweiten Staffel hat das Lied Gatchaman Fighter (ガッチャマンファイター) und der Abspanntitel ist Bokura no Gatchaman (ぼくらのガッチャマン). Beide Lieder stammen von Isao Sasaki und Columbia Yurikago-kai.

## Videospiele
Zu Gatchaman erschienen vier Videospiele:
- 1986 erschien zur US-Version Battle of the Planets ein gleichnamiges Spiel für Mikro-Gen für Atari ST, Amiga, Amstrad CPC, Commodore 64 und ZX Spectrum.
- 1994 brachte Family Soft in Japan das Spiel Kagaku Ninjatai Gatchaman für PC heraus.
- 2002 veröffentlichte Bandai Gatchaman: The Shooting für PlayStation.
- 2007 erschien bei Banpresto Pachi-Slot Gatchaman für PlayStation 2.

Darüber hinaus traten die Helden von Gatchaman in mehreren Spielen der Tatsunoko-Reihe auf. In den Kampfspielen kommen stets Figuren aus mehreren Serien des Studios vor.

## Weitere Adaptionen
In Folge der US-Veröffentlichungen in den 1990er Jahren und ebenfalls mit dem Titel Battle of the Planets erschien ab November 1999 ein dreiteiliger OEL Manga bei Image Comics. Bei der Produktion von Top Cow Productions waren David Wohl und Munier Sharieff für die Geschichte und Alex Ross, Edwin David und Wilson Tortosa für die Zeichnungen verantwortlich. Die Kolorierung stammt von Shane Law.
In Japan kam am 24. August 2013 eine Realverfilmung des Stoffes ins Kino. Regie bei Gatchaman führte Tōya Satō, der Film entstand bei Nikkatsu Studios. 2019 wurde auf der San Diego Comic Con eine Realverfilmung unter dem Titel Battle of the Planets angekündigt.

## Rezeption
Bei ihrer ersten Ausstrahlung in Japan war Gatchaman sofort ein Erfolg. Jason Hofius nennt die Serie einen Meilenstein in der Animationsqualität damaliger Serien. Mit realistischer Charakterentwicklung und tief ausgearbeiteten Charakteren, aufwändiger Animation, Designs und Musik seien neue Maßstäbe gesetzt worden. Der Erfolg in den USA war nicht so groß, wie von Investor Sandy Frank erwartet, brachte ihm nach einiger Zeit aber dennoch etwa 15 Millionen Dollar ein. Der Grund für den zurückhaltenden Erfolg wird auch in den umfangreichen Bearbeitungen gesehen, durch die die Actionszenen entschärft wurden. Damit sei der Trend hin zu mehr Action und Spannung in amerikanischen Cartoons Ende der 1970er Jahre verfehlt worden, so der Anime Guide. Doch die amerikanische Fassung öffnete den US-Markt für japanische Science-Fiction-Serien, wenn auch stark bearbeitete, und so folgte 1984 Voltron im US-Fernsehen.
Obwohl Gatchaman nicht der erste Anime mit einer Gruppe von fünf Helden war, prägte diese Serie mit ihren unterschiedlichen Charakteren und der aus ihnen entstandenen Gruppendynamik die nachfolgenden Werke. Auch war die starke Einbeziehung von Wissenschaft eine Premiere und die Protagonisten reisten für ihre Kämpfe rund um die Welt und verteidigten nicht nur, wie bei vorherigen Serien, immer wieder ihre Heimatstadt. Vor allem Animes mit Superheldengruppen, sogenannte Super Sentai, wurden auf Jahrzehnte geprägt, aber auch andere wie Gundam und Voltron waren von Gatchaman beeinflusst. Bei einer Umfrage des Magazins Animage aus dem Jahr 2001 belegte Gatchaman Platz 10 der beliebtesten Animes.